# BE Semiconductor
BE Semiconductor (kurz Besi) ist ein niederländisches Unternehmen, das Maschinen für die Halbleiterindustrie entwickelt und produziert. Die Produktionsstandorte von BE Semiconductor befinden sich in Asien, wo weltweit die meisten Foundries und damit auch die meisten Kunden des Unternehmens angesiedelt sind. Im Jahr 2025 wurden 33,6 % des Umsatzes in der Volksrepublik China, 11,1 % in Taiwan, 8 % in Malaysia, 4,1 % in Südkorea und weitere 10,2 % im restlichen Asien-Pazifik-Raum erzielt.
Das Unternehmen wurde im Mai 1995 von Richard Blickman gegründet und im Dezember desselben Jahres an die Börse gebracht. Mit Stand vom April 2021 sind die Aktien von BE Semiconductor Bestandteil des Euronext 100-Index und des AEX-Index.